# Litsea kingii
Litsea kingii är en lagerväxtart som beskrevs av Joseph Dalton Hooker. Litsea kingii ingår i släktet Litsea och familjen lagerväxter. Inga underarter finns listade i Catalogue of Life.